# 希腊正教会圣索菲亚主教座堂 (洛杉矶)
希腊正教会圣索非亚主教座堂（Saint Sophia Greek Orthodox Cathedral；希腊语：Ἁγία Σοφία）是一个建于1952年的希腊正教会教堂，位于美国加州中洛杉矶地区哈佛高地社区西15街和南诺曼底大道。

## 历史
这个希腊正教会教堂是好莱坞成功故事的结果。当查尔斯·斯库拉斯、斯皮罗斯·斯库拉斯和乔治·斯库拉斯兄弟还在好莱坞试图立足时，查尔斯向上帝发誓，如果上帝赐予他在表演事业上的成功，他将建立最雄伟的主教座堂。他负责二十世纪福克斯后, 在洛杉矶建立圣索菲亚主教座堂。

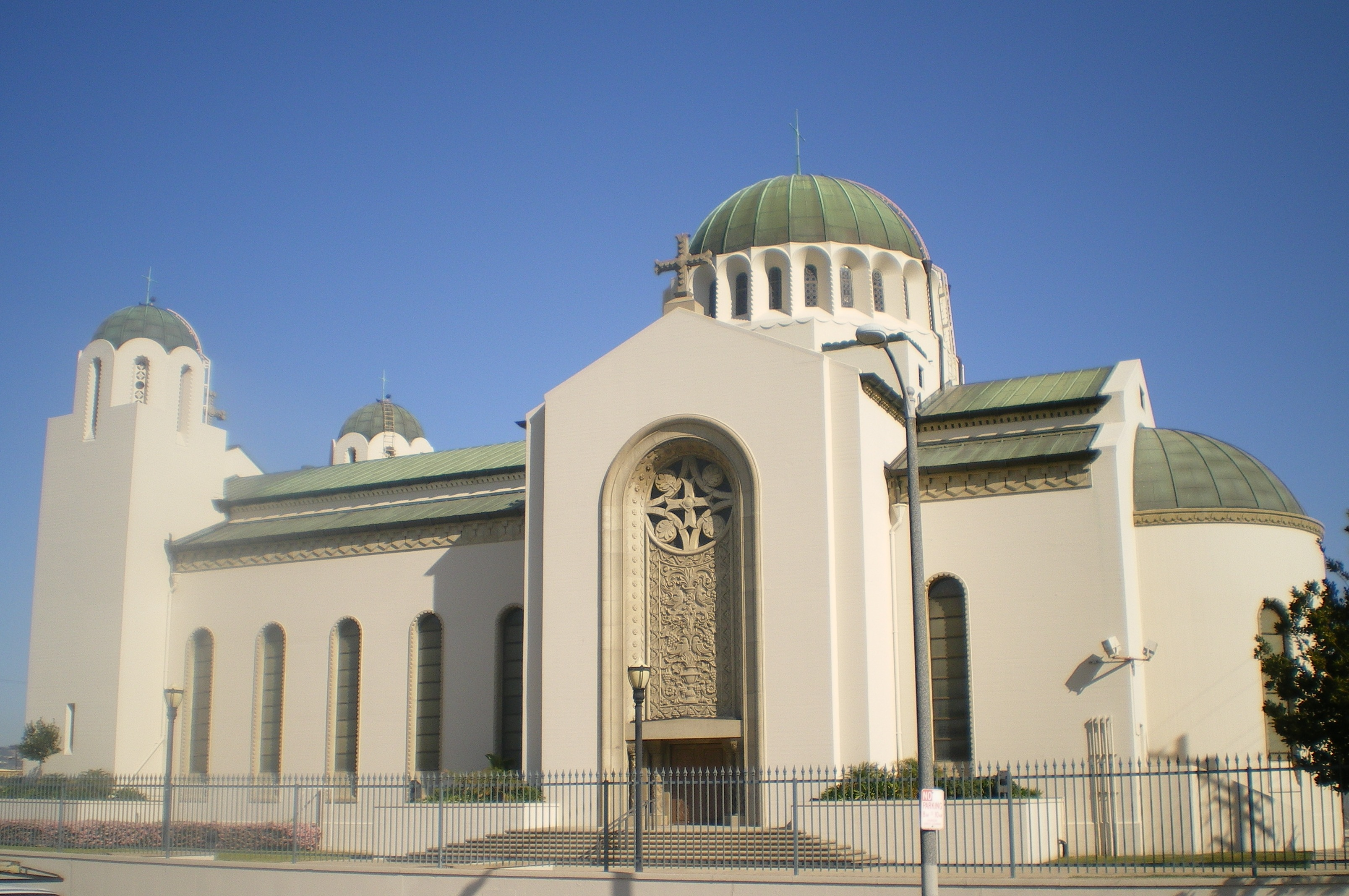

## 建筑
主教座堂有一个简化的拜占庭复兴—新文艺复兴风格的外观。内部设计有更多的装饰特征。
圣索非亚主教座堂是一个洛杉矶历史文化遗产。

## 会众
该堂的会众多达1000人，仍以希腊裔为主，散布在大约60英里半径范围内的洛杉矶县和橙县。洛杉矶的希腊社区从来没有像纽约市和芝加哥等城市那样集中分布。
该堂的教友中包括好莱坞演员，如特利·萨瓦拉斯,他们的葬礼都在这里举行。